# Mademoiselle chante...
Albums de Patricia Kaas
Scène de vie
(1990)
Singles
1. Mademoiselle chante le blues
Sortie : avril 1987
2. D'Allemagne
Sortie : mai 1988
3. Mon mec à moi
Sortie : novembre 1988
4. Elle voulait jouer cabaret
Sortie : mai 1989
5. Quand Jimmy dit
Sortie : octobre 1989

Mademoiselle chante... est le premier album studio de Patricia Kaas sorti en novembre 1988.

## Liste des titres
| 1.    | Mon mec à moi                | Didier Barbelivien / François Bernheim                | Bernard Estardy | 4:14 |
| 2.    | Vénus des abribus            | F. Bernheim - Élisabeth Depardieu / Dominique Perrier | B. Estardy      | 3:55 |
| 3.    | D'Allemagne                  | D. Barbelivien / F. Bernheim                          | B. Estardy      | 4:25 |
| 4.    | Des mensonges en musique     | D. Barbelivien / F. Bernheim                          | B. Estardy      | 4:19 |
| 5.    | Un dernier blues             | D. Barbelivien                                        | B. Estardy      | 1:37 |
| 6.    | Quand Jimmy dit              | D. Barbelivien / F. Bernheim                          | B. Estardy      | 3:42 |
| 7.    | Souvenirs de l'Est           | D. Barbelivien / F. Bernheim                          | B. Estardy      | 2:56 |
| 8.    | Elle voulait jouer cabaret   | D. Barbelivien                                        | B. Estardy      | 4:02 |
| 9.    | Mademoiselle chante le blues | D. Barbelivien / Bob Mehdi                            | Joël Cartigny   | 3:48 |
| 10.   | Chanson d'amour pas finie    | D. Barbelivien / F. Bernheim                          | B. Estardy      | 1:36 |
| 34:57 |                              |                                                       |                 |      |

## Crédits[1]
- Gilles Cappé - photographie
- Joël Cartigny - producteur ("Mademoiselle chante le blues")
- Bernard Estardy - arrangeur, producteur
- Alain Frappier - design
- José Souc - guitare

## Certification
| Pays                      | Certification | Équivalence/Ventes |
| ------------------------- | ------------- | ------------------ |
| Canada (Music Canada)     | Or            | 50,000             |
| France (SNEP)             | Diamant       | 1,000,000          |
| Suisse (IFPI Switzerland) | 2x Platine    | 100,000            |